# Ian Edmondson
Ian Edmondson (* 19. April 1957 in Flint, Michigan) ist ein ehemaliger US-amerikanischer Freestyle-Skier. Er war auf die nicht mehr ausgetragene Disziplin Ballett (Acro) spezialisiert. In dieser Disziplin wurde er 1999 im Alter von 41 Jahren letzter Weltmeister. Er gewann einmal die Disziplinenwertung im Weltcup und elf Einzelwettkämpfe. Seit seinem Karriereende ist er als bildender Künstler aktiv.

## Biografie

### Sportliche Laufbahn
Der aus Grand Rapids stammende Edmondson  begann seine Karriere in den 1970er Jahren, als alle drei Freestyle-Disziplinen noch zusammen ausgetragen wurde, spezialisierte sich dann aber auf das Ballett. In der ersten Saison des Freestyle-Skiing-Weltcups wurde er einmal Zweiter hinter seinem Teamkollegen Bob Howard und belegte in der Disziplinenwertung Rang fünf. Im folgenden Winter verpasste er den Auftakt und fiel in der Wertung auf Platz zwölf zurück. Sein erster Weltcupsieg gelang ihm im Januar 1982 in Calgary und mit vier weiteren Saisonsiegen sicherte er sich den Gewinn der Disziplinenwertung. Danach trat er zurück.
Nach mehr als zehn Jahren Wettkampfpause gab der mittlerweile 35-jährige Edmondson im Dezember 1992 in Tignes sein Weltcup-Comeback. Sein erster Podestplatz nach der Rückkehr zum Spitzensport gelang ihm im Januar 1993 in Lake Placid, bei seinen ersten Weltmeisterschaften in Zauchensee kam er über Rang 15 nicht hinaus. In den kommenden Jahren erreichte er zahlreiche Podiumsplatzierungen, musste sich mit seinen klassischen Performances aber jedes Mal der jüngeren Konkurrenz beugen. Bei den Weltmeisterschaften 1997 gewann er hinter Fabrice Becker die Silbermedaille. Im März desselben Jahres feierte er in Meiringen seinen ersten Sieg seit fast 15 Jahren. Im Februar 1999 kürte er sich in Meiringen zum letzten Weltmeister in der Disziplin Ballett. Am 21. Januar 2000 stellte er in Heavenly einen Weltrekord auf, als er im Alter von 42 Jahren und 277 Tagen zum ältesten Sieger im Freestyle-Weltcup wurde. Sechs Wochen später gewann er auch den allerletzten Ballett-Weltcup in Ovindoli.

### Weitere Karriere
Während seiner Wettkampfpause erwarb sich Edmondson 1990 einen Bachelor of Science an der Michigan State. 1998 schloss er ein Kunststudium an der Western Michigan University mit dem Titel Master of Fine Arts ab. Bei einer Reise nach Hawaii war er von der Naturschönheit und Energie der Inseln derart fasziniert, dass er nach Maui auswanderte. Sein bildhauerisches Werk widmet sich Aspekten der Natur und wurde unter anderem auf den hawaiianischen Inseln und in Aspen ausgestellt.

## Erfolge

### Weltmeisterschaften
- Altenmarkt-Zauchensee 1993: 15. Ballett
- La Clusaz 1995: 7. Ballett
- Nagano 1997: 2. Ballett
- Meiringen-Hasliberg 1999: 1. Ballett

### Weltcupwertungen
| Saison  | Gesamt        | Gesamt        | Ballett       | Ballett       |
| Saison  | Platz         | Punkte        | Platz         | Punkte        |
| ------- | ------------- | ------------- | ------------- | ------------- |
| 1980    | 24.           | 77            | 5.            | 77            |
| 1981    | 36.           | 84            | 12.           | 84            |
| 1982    | 15.           | 149           | 1.            | 149           |
| 1992/93 | 15.           | 80            | 7.            | 560           |
| 1993/94 | 11.           | 89            | 4.            | 712           |
| 1994/95 | 20.           | 79            | 7.            | 552           |
| 1995/96 | 5.            | 94            | 3.            | 656           |
| 1996/97 | 5.            | 95            | 3.            | 664           |
| 1997/98 | 3.            | 97            | 2.            | 388           |
| 1998/99 | keine Wertung | keine Wertung | keine Wertung | keine Wertung |
| 1999/00 | keine Wertung | keine Wertung | keine Wertung | keine Wertung |

### Weltcupsiege
Edmondson errang im Weltcup 39 Podestplätze, davon 11 Siege:
| Datum            | Ort                   | Land       | Disziplin |
| ---------------- | --------------------- | ---------- | --------- |
| 16. Januar 1982  | Calgary               | Kanada     | Ballett   |
| 22. Januar 1982  | Angel Fire            | USA        | Ballett   |
| 6. Februar 1982  | Mont Sainte-Anne      | Kanada     | Ballett   |
| 13. Februar 1982 | Livigno               | Italien    | Ballett   |
| 25. März 1982    | Tignes                | Frankreich | Ballett   |
| 1. März 1997     | Meiringen-Hasliberg   | Schweiz    | Ballett   |
| 12. März 1997    | Hundfjället           | Schweden   | Ballett   |
| 6. März 1998     | Meiringen-Hasliberg   | Schweiz    | Ballett   |
| 13. März 1998    | Altenmarkt-Zauchensee | Österreich | Ballett   |
| 21. Januar 2000  | Heavenly              | USA        | Ballett   |
| 4. März 2000     | Ovindoli              | Italien    | Ballett   |

### Weitere Erfolge
- 5 US-amerikanischer Meistertitel[5] (u. a. Ballett 1998)

## Auszeichnungen
- 1993, 1994, 1996–1998 und 2000: Ann Hansen Award[6]
- 1997: U.S. Freestyle Skier of the Year (Ski Racing Magazine)[7]